# Ägidius Zsifkovics
Ägidius Johann Zsifkovics (ur. 16 sierpnia 1963 w Güssing) – austriacki biskup rzymskokatolicki, biskup diecezjalny Eisenstadt od 2010.

## Życiorys
Święcenia kapłańskie otrzymał 29 czerwca 1987 i został inkardynowany do diecezji Eisenstadt. Był m.in. sekretarzem biskupim, wicekanclerzem i kanclerzem kurii, a także (w latach 1999-2010) sekretarzem generalnym Konferencji Episkopatu Austrii.
9 lipca 2010 papież Benedykt XVI mianował go biskupem diecezjalnym diecezji Eisenstadt. Sakry biskupiej udzielił mu kard. Christoph Schönborn.